# Baza (gmina)
Baza – gmina w Hiszpanii, w prowincji Grenada, w Andaluzji, o powierzchni 545,39 km². W 2011 roku gmina liczyła 21 407 mieszkańców.
Gmina leży na południowym krańcu Altiplano de Granada.